# Aachener Kompetenzzentrum Wissenschaftsgeschichte
Das Aachener Kompetenzzentrum Wissenschaftsgeschichte (AKWG) ist eine Fächer und Institutionen übergreifende Einrichtung  der RWTH Aachen. Es dient der Bündelung der an der RWTH Aachen vorhandenen wissenschaftshistorischen Kompetenzen mit dem Ziel, den interdisziplinären Austausch zu fördern und so Projekte in Forschung und Lehre auf den Weg zu bringen.
Darüber hinaus soll die in den beteiligten Einrichtungen bestehende Veranstaltungs- und Lehrtätigkeit Impulse aus dem Zusammenwirken der einzelnen Subdisziplinen erhalten, so dass das Fach Wissenschaftsgeschichte in der universitären Landschaft seiner Bedeutung entsprechend repräsentiert ist. Die 2006 gegründete Vereinigung gehört zu den offiziellen Forschungs- und Kompetenzzentren der RWTH Aachen. Sprecher des AKWG ist Dominik Groß, Direktor des Instituts für Geschichte, Theorie und Ethik der Medizin (GTE) und Inhaber des gleichnamigen Lehrstuhls. Als 2. Sprecherin fungiert Christine Roll, Dekanin der Philosophischen Fakultät, Inhaberin der Professur, Leiterin des Hochschularchivs und Rektoratsbeauftragte. Als Geschäftsführerin fungiert Julia Nebe (Stand: Oktober 2016). 
Das AKWG verfügt über eine eigene wissenschaftliche Buchreihe, die „Studien des Aachener Kompetenzzentrum Wissenschaftsgeschichte“ (Kassel University Press). Von 2007 bis 2016 erschienen in dieser Reihe 17 Themenbände. Sie widmet sich der Untersuchung spezifischer Wissenskulturen, welche die Moderne in besonderer Weise prägen und nach gesellschaftlichen und institutionellen Kontexten variieren. Im Mittelpunkt der Erörterungen stehen die sozialen und kulturellen Bedingungen für die Entstehung von Wissenschaft, Wissenschaft als soziale Organisation, gesellschaftliche Zuschreibungen der Leistungen von Wissenschaft für die Gesellschaft sowie die von den Wissenschaften bereitgestellten Denkfiguren und Artefakte in Wirtschaft, Gesellschaft und Politik.
Anlässlich des 10. Aachener Tags der Wissenschaftsgeschichte warf die Jubiläumstagung ihren Fokus auf den Themenbereich Forschung zwischen Freiheit und Verantwortung. Die wissenschaftshistorische Perspektive.